# Ronald Shannon Jackson
Ronald Shannon Jackson, (Fort Worth, 1940. január 12. – Fort Worth, 2013. október 19.) amerikai dzsesszdobos. Az avantgarde dzsessz, a free-, a funk- és a fúziós dzsessz egyik úttörője volt. Több mint 50 albumon szerepelt zenekarvezetőként, vagy zenekai tagként, hangszerelőként és producerként.

## Pályafutása
Ronald Shannon Jackson, valamint Bill Laswell, John Zorn, Vernon Reid és más New York-i dzsesszzenészek fontos szerepet játszottak abban, hogy elfordultak a dzsesszrocktól a 70-es években. Jackson neves free dzsessz zenészekkel kezdett játszani, mint Cecil Taylor, Albert Ayler és Ornette Coleman. Jackson eredeti tagja volt Coleman együttesének, a „Prime Time”-nak.
A 70-es évek végén Jackson megalakította a „The Decoding Society” szervezetet, amelyben Vernon Reid és Melvin Gibbs is szerepelt. A 80-as években legfigyelemreméltóbb albuma az „Mandance” volt, amelyet a kritikusok és a rajongók dzsessztörténeti tettként értékeltek.
1986-ban Jackson Sonny Sharrock free dzsesszgitárossal, Peter Brotzmann szaxofonossal és Bill Laswell basszusgitárossal játszott. Egy évvel később megalakították a „Power Tools” nevű zenekart.
Jackson utolsó felvétele, a „Shannon's House” 1996-ban jelent meg.

## Zenekarvezető
- Eye on You (1980)
- Nasty (1981)
- Street Priest (1981)
- Mandance (1982)
- Barbeque Dog (1983)
- Montreux-i Jazz Fesztivál (1983)
- Pulse (1984)
- Decode Yourself (1985)
- Earned Dream (1984)
- Live at Greenwich House (1986)
- Live at the Caravan of Dreams (1986)
- When Colors Play (1986)
- Texas (1987)
- Red Warrior (1990)
- Taboo (1990)
- Raven Roc (1992)
- Live in Varsó (1994)
- What Spirit Say (1994)
- Shannon's House (1996)